# نیایشگاه آدریان
نیایشگاه آدُریان محل نگهداری آتش مقدس است که در شهر تهران، خیابان جمهوری، خیابان میرزا کوچک خان، پلاک ۴، (ضلع شمالی دبیرستان فیروز بهرام) واقع شده‌است. بنای معبد آدریان مربوط به دوره قاجار است و این اثر در تاریخ ۱۱ اسفند ۱۳۸۱ با شمارهٔ ثبت ۷۴۴۲ به‌عنوان یکی از آثار ملی ایران به ثبت رسیده‌است.

## تاریخچه بنا
سنگ بنای آدریان یا آتشکده تهران امرداد ماه ۱۲۹۳ خورشیدی، برابر با ۱۳ اوت ۱۹۱۳ میلادی، گذاشته شد و با همازوری پارسیان هند (بهرام‌جی بیکاجی) و زرتشتیان تهران در جشن آذرگان ۱۲۹۶ خورشیدی گشایش یافت. این سازه با همیاری مالی پارسیان هندوستان (بهرام‌جی بیکاجی) و زرتشتیان ایرانی ساکن ایران و هند ساخته شد و آتش ورهرام آن را روانشادان موبد اردشیر رستم رستمی، موبد بهرام رشید شید و موبد هرمزدیار بهرام سروش، از یزد با آیینی ویژه پس از آنکه ۲۵ روز در راه بودند در روز آذر از ماه آذر (جشن آذرگان) در آتشدان آتشکده تهران جای دادند. درون آتشدان آن، آتش چندهزارساله بازمانده از آتشکده کاریان فارس فروزان است. آتشی که موبدان از بامداد تا شامگاه، آن را کُنده و هیزم می‌دهند و پرستاری می‌کنند.

## مشخصات بنا
مساحت کل زمین حدود ۱۳۰۰ مترمربع و بنای مرکزی ۲۰۶ متر مربع می‌باشد. روبروی بنا مانند آتشگاه یزد حوضی بیضی شکل به قطرهای ۸ و ۴ متر دیده می‌شود. ساختمانی با نمای سنگ سفید و کنگره ای در بالای دیوار و شش ستون که در جلوی در ورودی آن زیر طاقی قرار گرفته‌اند و سر ستون‌هایی سنگی که هر کدام چهار سر گاو دارند و گویی تمام وزن این ساختمان را به دوش می‌کشند.
در قسمت مرکزی بنای نیایشگاه اتاقی چهارگوش بنا شده که دیوارهای آن تا ارتفاع ۸۰سانتی‌متری بالا آمده‌اند و پس از دیوارها، شیشه‌های یکدست و ضخیم تا سقف ادامه دارد. در اتاق، یک ظرف مسی قرار دارد که که به آن آفرینگان (مجمر) می‌گویند، داخل آفرینگان (مجمر) کنده‌ای نیم سوخته و خاکستر بسیاری، از آتش به جای مانده و شعله‌ای باریک در میان ظرف، آتش را زنده نگه داشته‌است.

## وجه تسمیه
الف) آدُران: آدریان (آذران) همان آتشگاه یا آتشکده است. به روزگار ایران باستان این کلمه تشکیل یافته از دو بخش <آدر> و <ان> است. بخش نخست به معنای آذر یعنی آتش است. در برهان قاطع آمده: آدر بر وزن مادر همان آذر= آتش است. در لغتنامه دهخدا نیز این معنا دیده می‌شد و اما پاره دیگر <ان> است که در نام‌های جغرافیایی علامت نسبت فراوان است، از قبیل گرگان و … بنابراین ترکیب آذر+ان جایی را تداعی می‌کند که آدر= آذر= آتش در آن بسیار است و این یادگاری است به روزگار ایران باستان و رواج دین زردشت
ب) ظرفی که آتش را در آن نگهداری می‌کردند: آدوران، آتشدان و آتشگاه نام گذاری کرده‌اند.

## نگارخانه

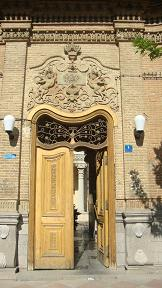
در ورودی آدریان
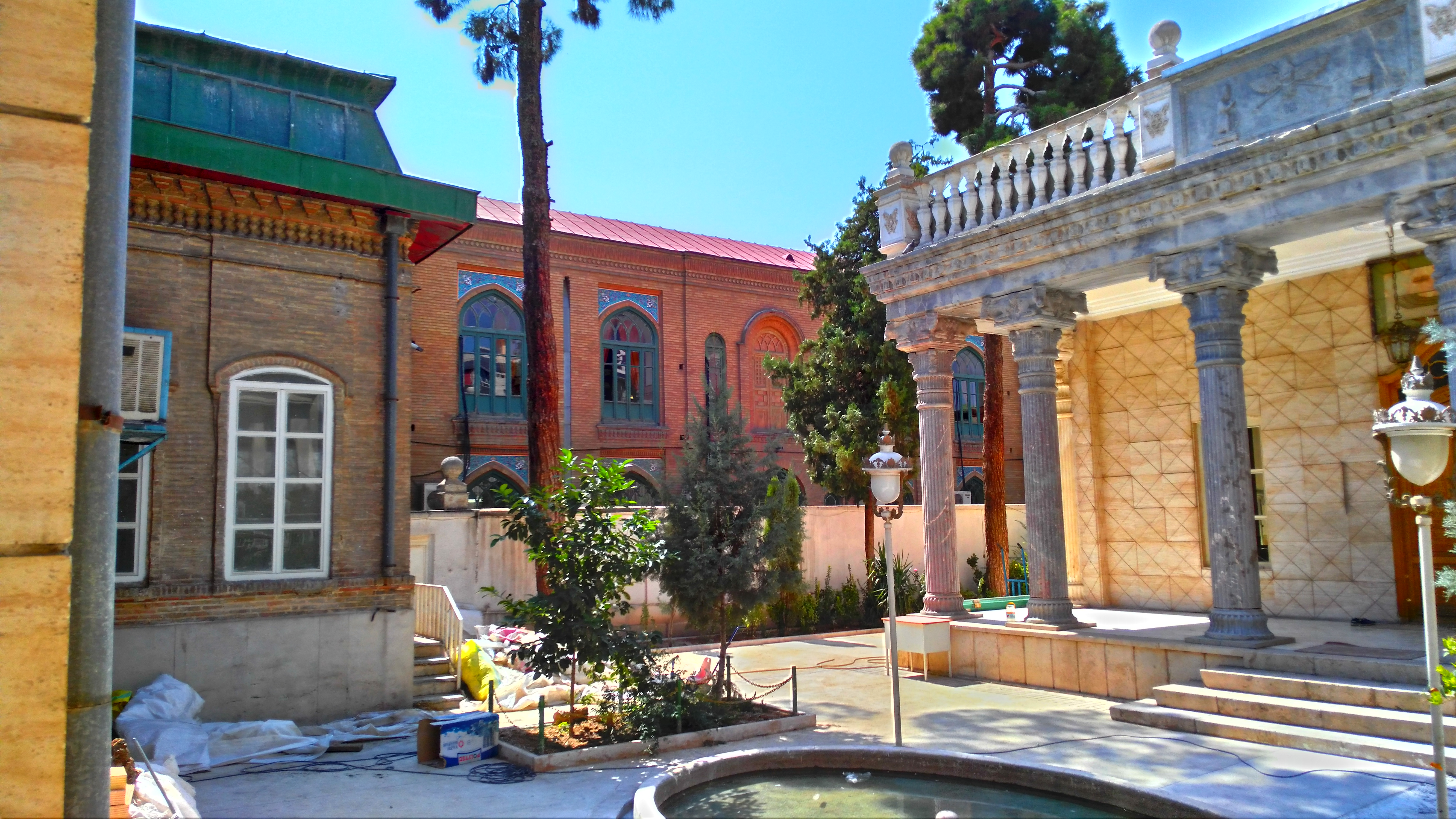
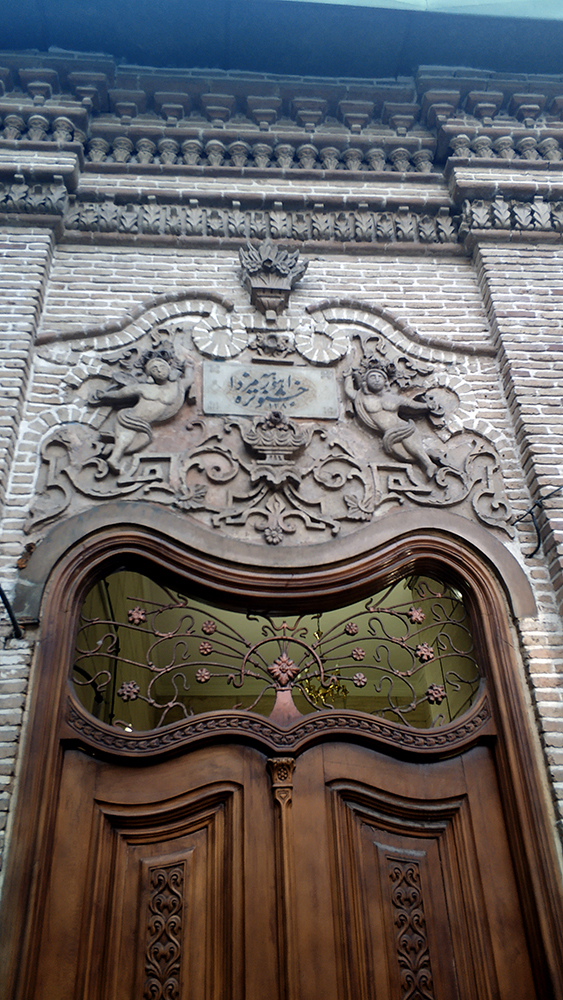
جزئیات سردر ورودی
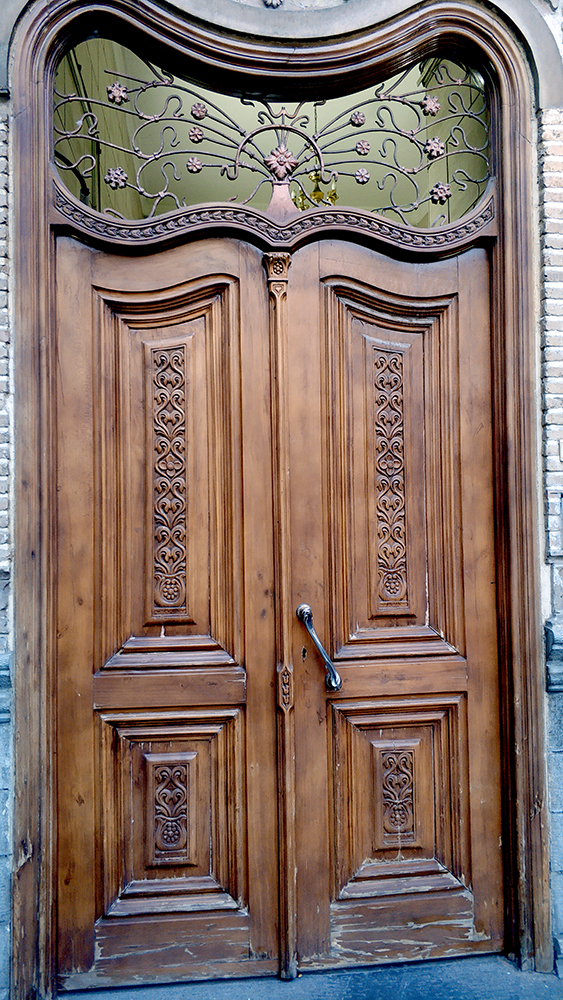
جزئیات در ورودی
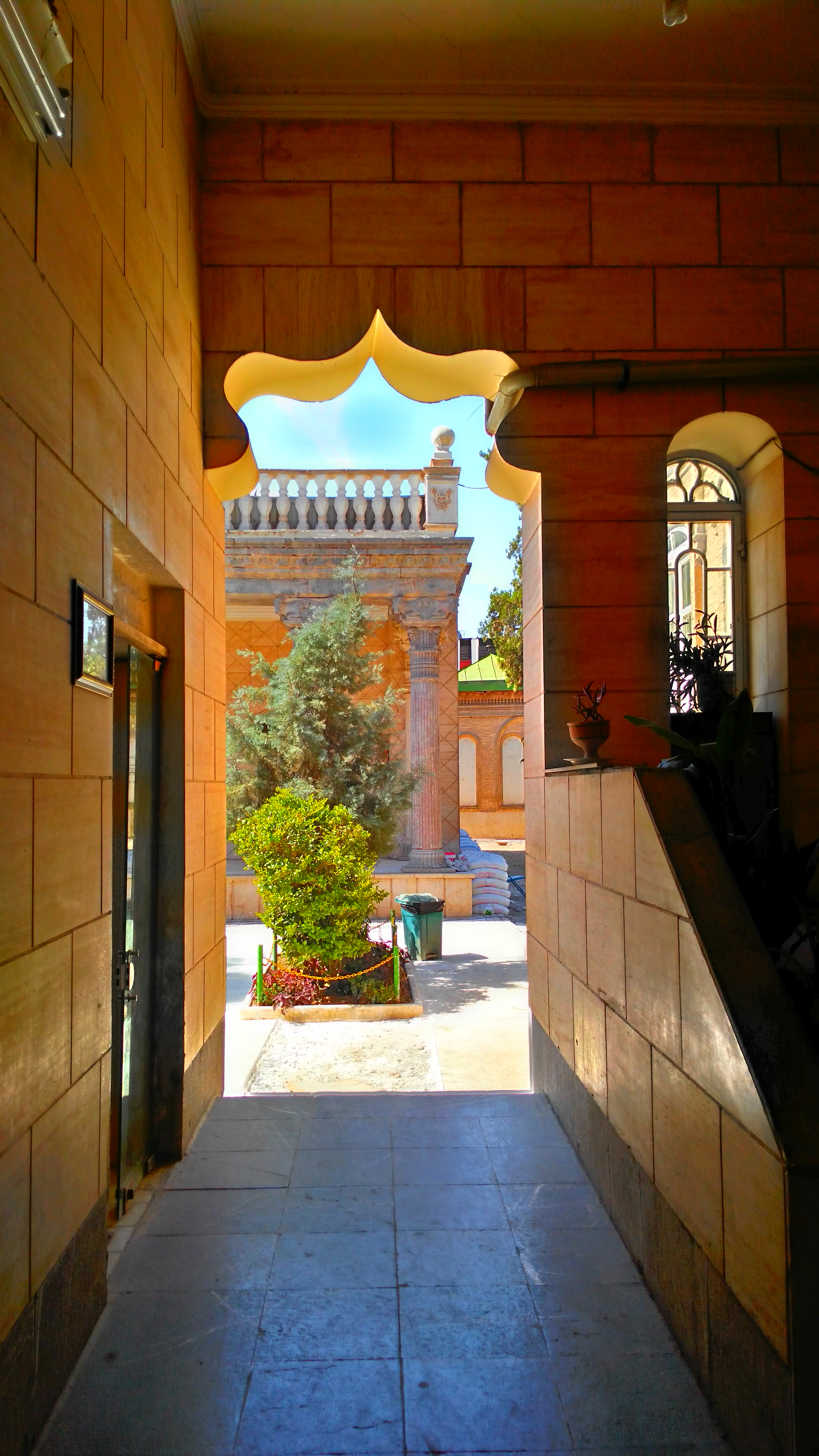
دهلیز ورودی
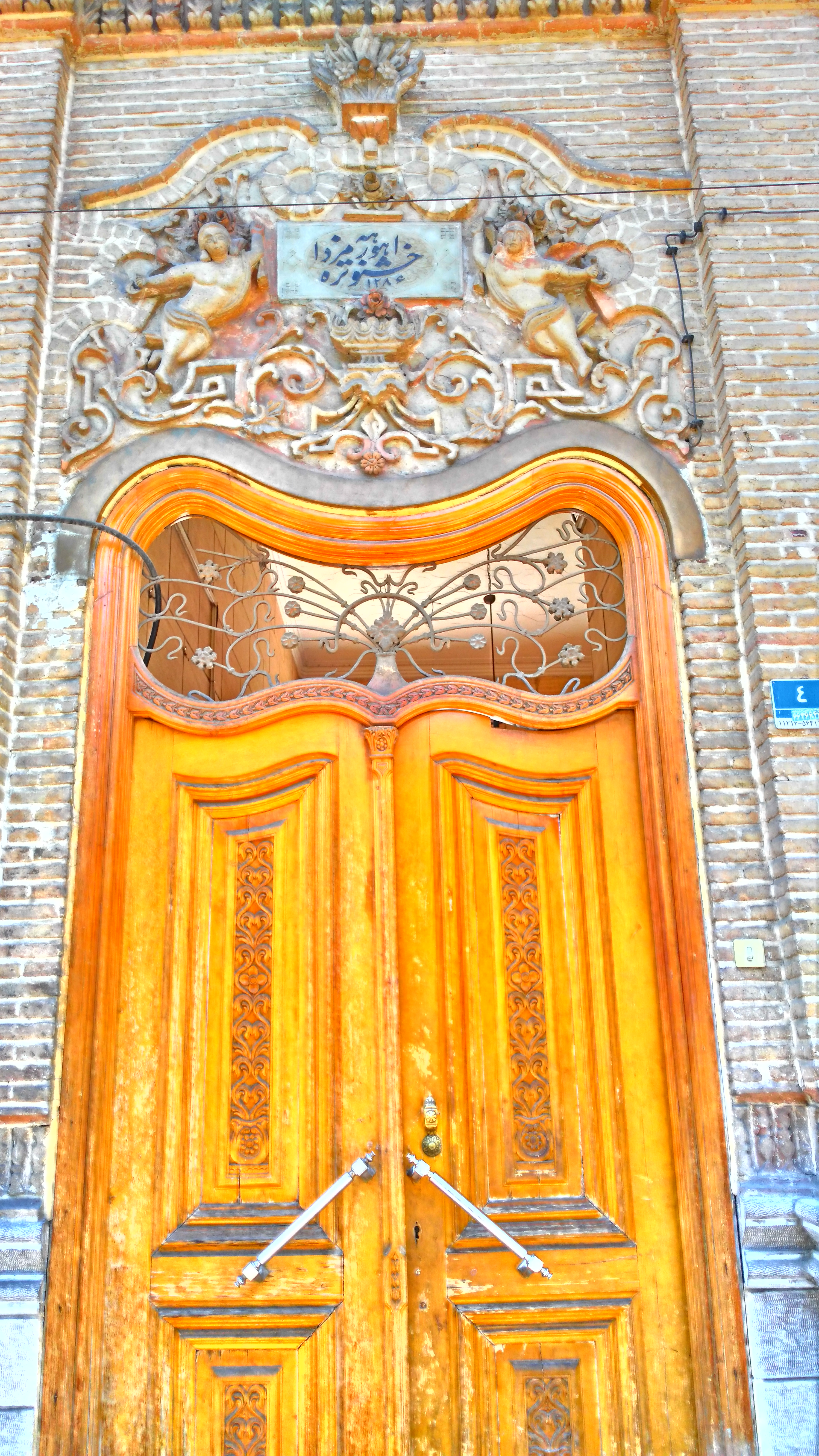
در ورودی آتشکده
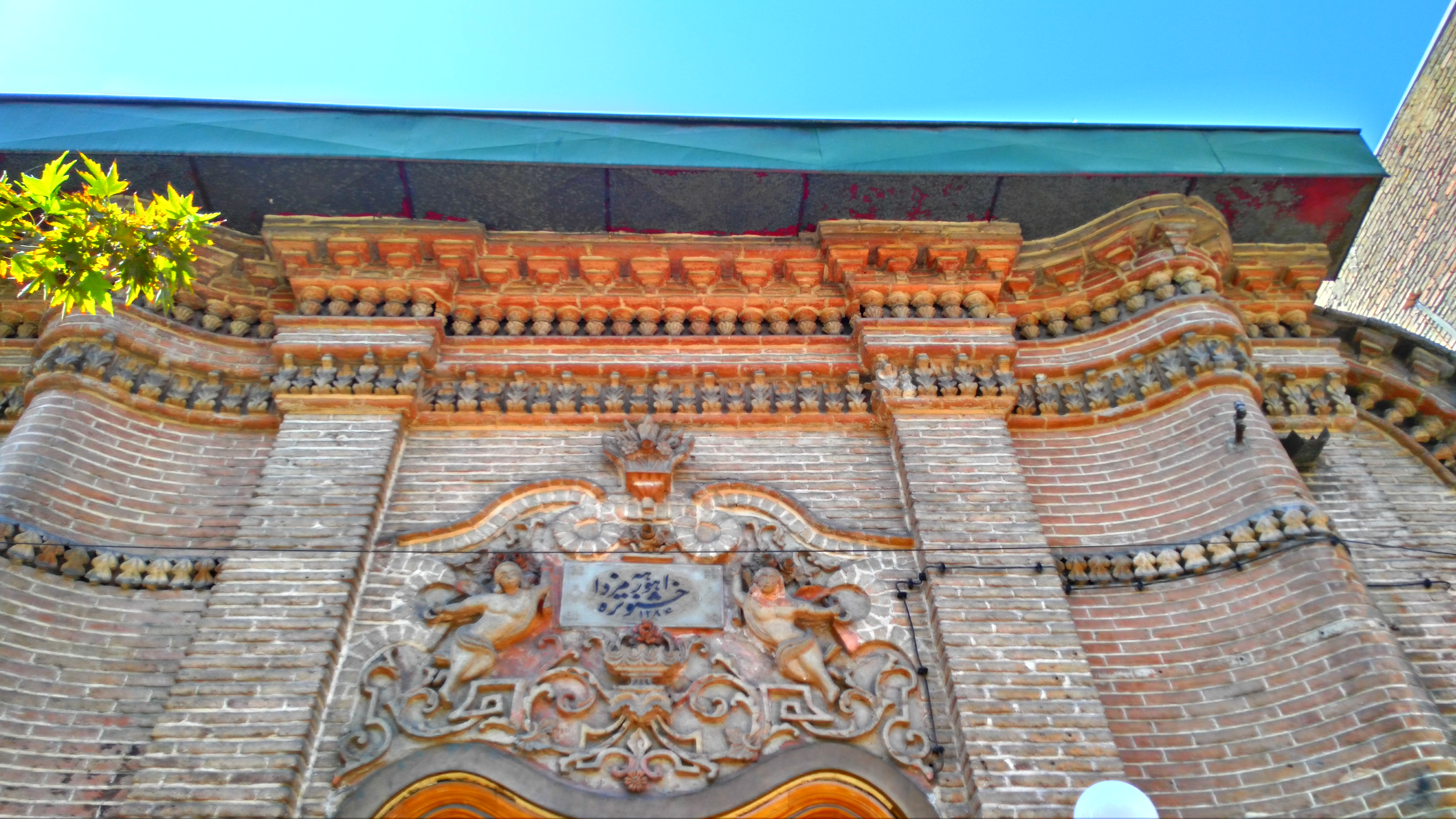
آجرکاری سردر ورودی
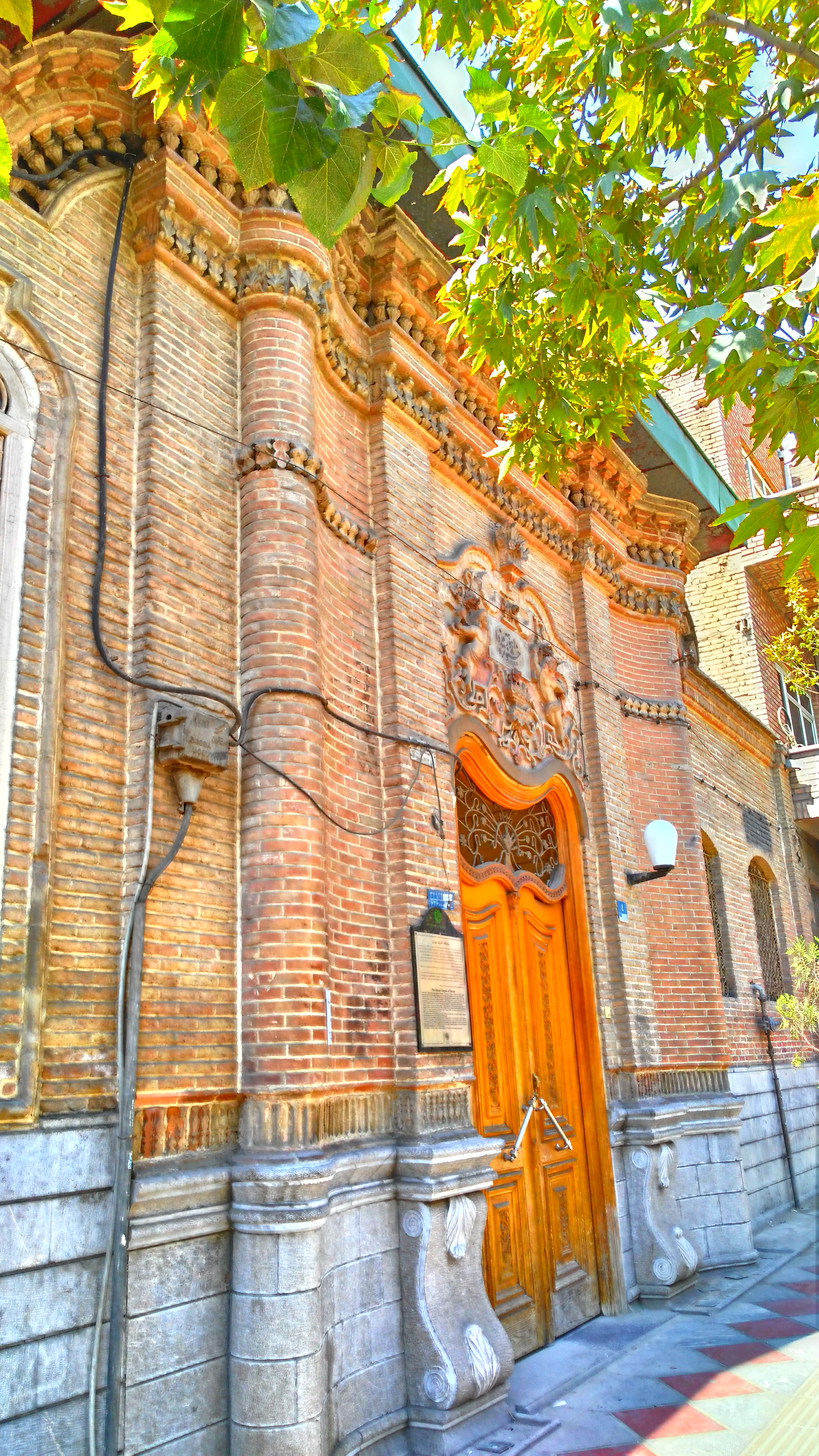
دیواره بیرونی آتشکده
عکس یادگاری تعدادی از دانش آموزان دبیرستان فیروزبهرام در حیاط آدریان تهران، اردیبهشت ۱۳۲۴ خورشیدی